# 86Box
86Box es un emulador IBM PC para Windows, Linux y Mac basado en PCem que se especializa en ejecutar sistemas operativos antiguos y software diseñado para PCs IBM compatibles. Originalmente creado como un fork de PCem, luego también agregó soporte para otros ordenadores compatibles con IBM PC.

## Características

### Hardware
El objetivo principal de 86Box es emular varios sistemas/placas base compatibles con IBM PC desde 1981 hasta 1999, esto incluye casi todos los modelos de IBM PC (incluidos IBM PS/1 modelo 2121 e IBM PS/2 modelo 2011) y es compatible con sistemas/placas base IBM PC.
86Box es capaz de emular procesadores Intel (y sus respectivos clones, incluidos AMD y Cyrix) desde Intel 8088 hasta el Pentium Tillamook  MMX/Mobile MMX y procesadores Pentium Pro/Pentium II desde 1997 hasta 1999. El recompilador dinámico es obligatorio para los procesadores P5 Pentium y Cyrix y opcional para los procesadores i486, sin embargo, se necesita un procesador bastante rápido para una velocidad de emulación completa (como un Intel Core i5 a 4 GHz).
86Box puede emular diferentes modos gráficos, esto incluye modo de texto, Hercules, CGA, EGA, VGA, VESA, así como varias API de video como DirectX y Glide de 3Dfx. 86Box también puede emular varias tarjetas de video como la ATI Mach64 GX y la serie S3 Trio32/64/Virge. Las tarjetas Voodoo también se emulan y se agrega soporte para Voodoo 1/2/3 y varias optimizaciones.
86Box también emula algunas tarjetas de sonido, como AdLib, y algunos modelos de Sound Blaster (incluyendo Game Blaster).

### Sistemas operativos soportados
Similar a Virtual PC, Bochs y QEMU, emula casi todas las versiones de Microsoft Windows hasta Windows Vista, MS-DOS, FreeDOS y CP/M-86 también son compatibles. Las versiones anteriores de OS/2 requieren que se formatee el disco duro antes de la instalación, mientras que OS/2 Warp 3 hasta Warp 4.5 requieren una tarjeta de video no acelerada para funcionar. Otros sistemas operativos también son compatibles con 86Box, como las versiones de Linux que admiten el procesador Pentium, derivadas de BSD (por ejemplo, FreeBSD), y BeOS 5, que solo funciona en la placa base Award SiS 497.

### Gestor de VMs
Para facilitar el manejo de varias máquinas virtuales al mismo tiempo y el cambio de sus parámetros, se recomienda utilizar 86Box con una aplicación de gestión de GUI. Algunos de ellos son 86Box Manager, 86Box Manager Lite y WinBox para 86Box, todos disponibles también como software libre.